# Pierre Charles Gilbert
Pierre Charles Gilbert (1688-1789) est un maître écrivain actif à Paris et à Versailles.

## Biographie
Il est fils de Charles Gilbert. Il se marie le 17 juillet 1717 avec Claire Marchais, fille de Jean-Baptiste Marchais, officier du roi. Dans l'acte du mariage, il est dit « maître à écrire du Roi », et demeurait à Paris, rue Saint-Roch.
Il est d'abord maître à écrire des pages de la Grande Écurie vers 1722 (. Il obtient ensuite la survivance de la charge que son père avait obtenue par brevet de 1715. Il est dit ensuite maître à écrire du Roi, à Versailles (1761). En 1737, il cède sa charge en survivance à François Claude Charles Sourdon Dumesnil, qui était son gendre.
Il meurt le 10 avril 1789, âge de cent ans et huit mois, ce qui le fait naître vers août 1688.